# Ermenouville
Ermenouville är en kommun i departementet Seine-Maritime i regionen Normandie i norra Frankrike. Kommunen ligger i kantonen Fontaine-le-Dun som tillhör arrondissementet Dieppe. År 2022 hade Ermenouville 128 invånare.

## Befolkningsutveckling
Antalet invånare i kommunen Ermenouville
| Referens: INSEE |